# Fleppe
Pour les articles homonymes, voir Velp.
La Fleppe,, la Velp ou la Velpe (en néerlandais : Velp) est une rivière de Belgique, affluent du Démer, donc un sous-affluent de l'Escaut la Dyle et le Rupel.